# Locomotive à deux essieux
Une locomotive à deux essieux est soit un type de locomotive-tender, soit un type de locomotive à moteur thermique ou électrique.
La faible puissance de ces machines les destine plutôt à un service de manœuvre ou de courtes dessertes, qu'à un service de ligne.
Il s'agit donc fréquemment de locotracteurs.
La première locomotive à vapeur utilisant une chaudière tubulaire, la locomotive Seguin, était du type 020.

## Codification
Ce qui s'écrit :
- 020 en codification française pour les machines à vapeur.
- AA, en codification française pour les machines à moteur thermique (Diesel) ou électrique (application de la codification UIC).
- A1 en codification UIC pour les machines à vapeur.
- 0-4-0 en codification Whyte.
- B en codification allemande et italienne.
- 22 en codification turque.
- 2/2 en codification suisse.

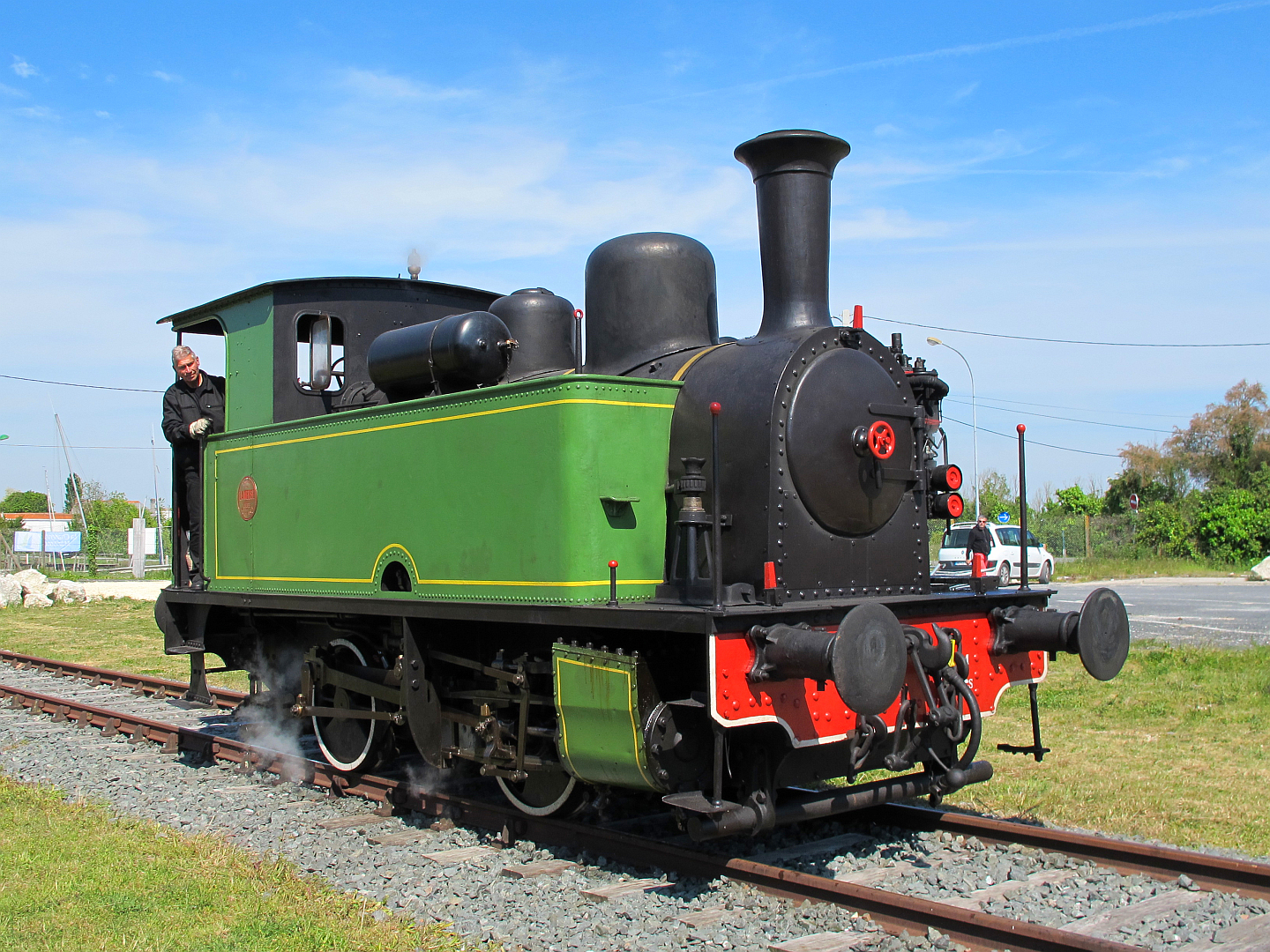
Une locomotive à vapeur 020T en France.
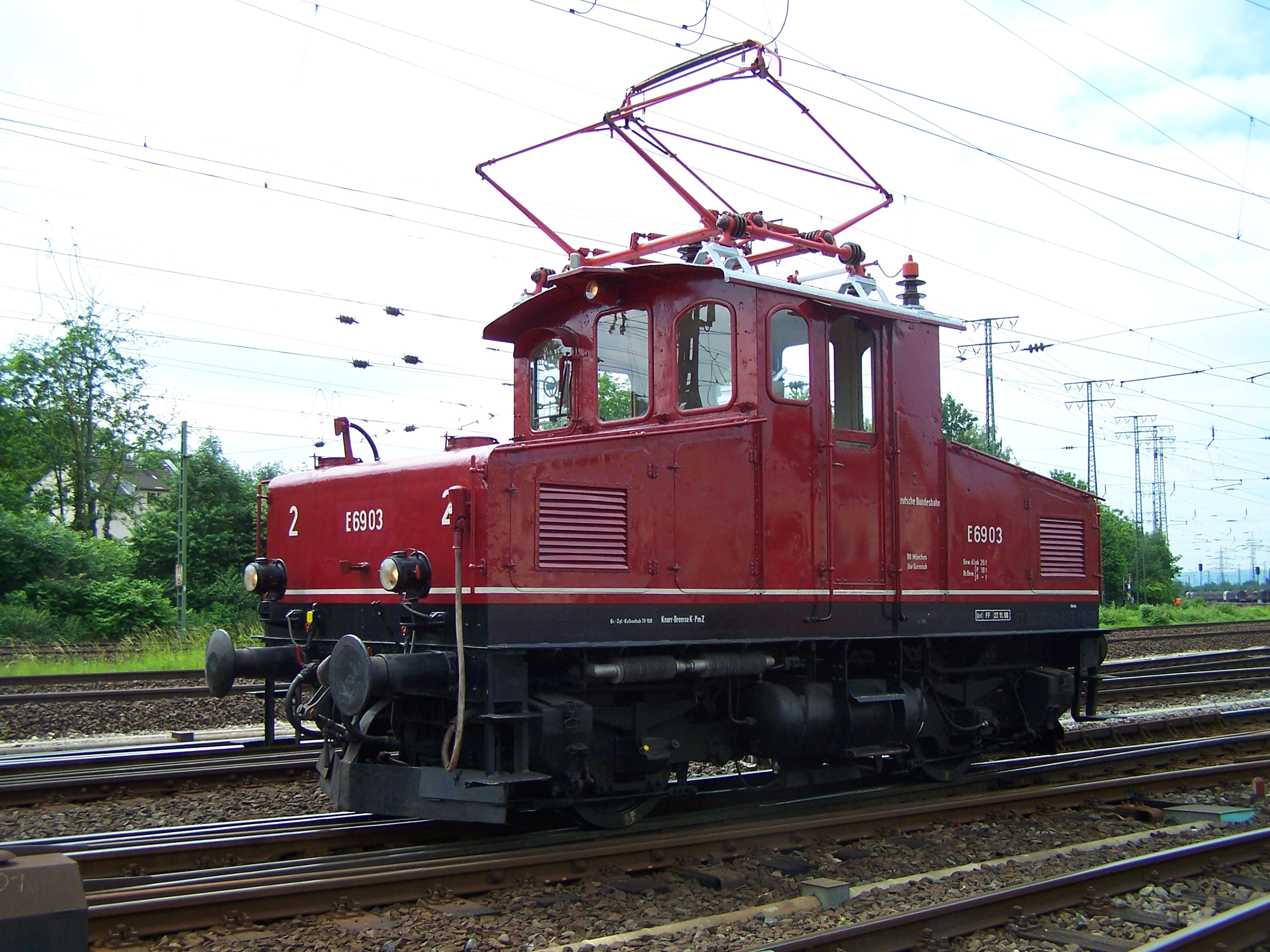
Une machine électrique à deux essieux allemande.
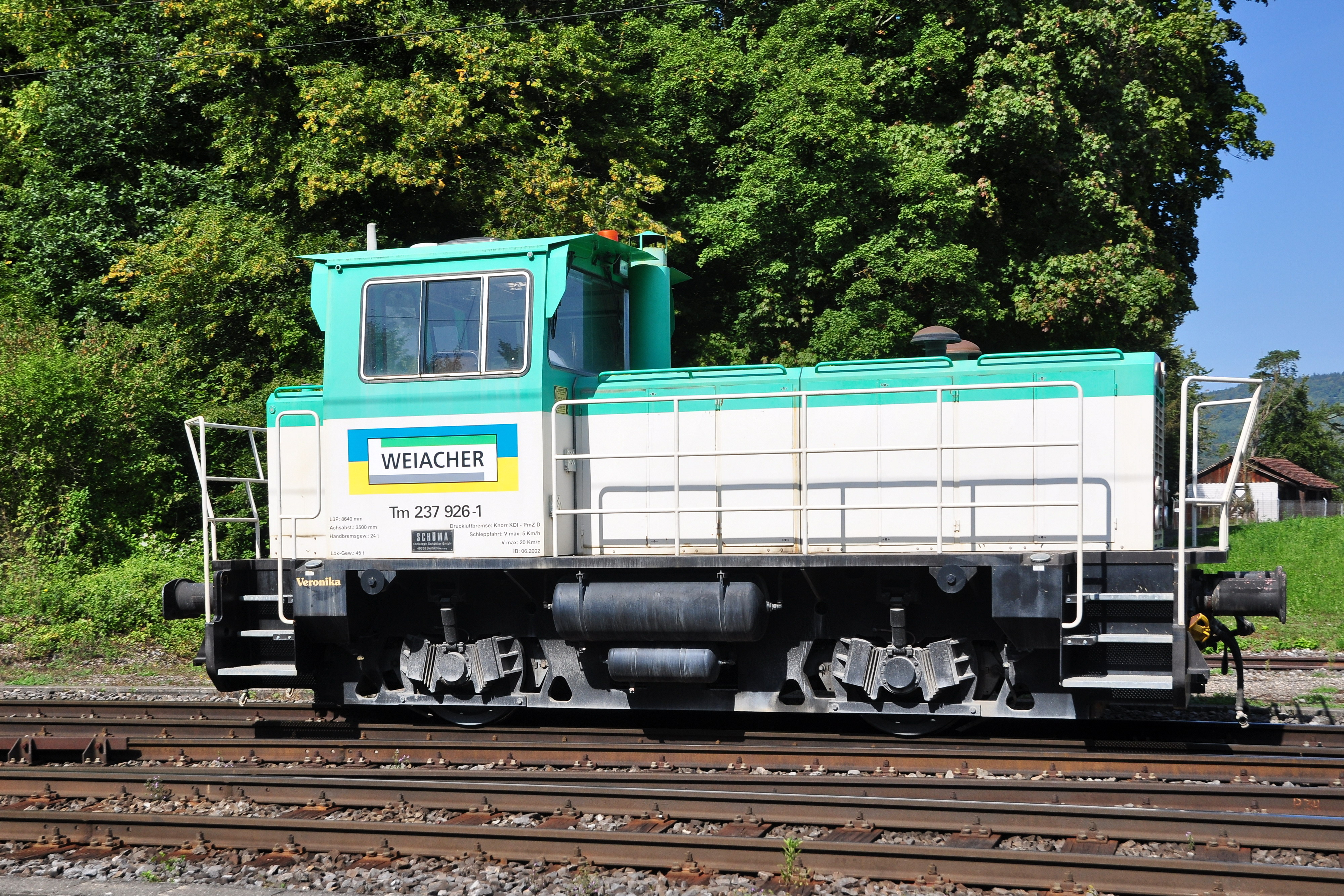
Un locotracteur en Suisse.

## Utilisation

### France
- Réseau de l'AL : T1 AL 2001 à 2012 de 1879 à 1881
- Ancien tramway de Rouen: Tramway du Trianon, de 1907 à 1er novembre 1908